# Stenus vinnulus
Stenus vinnulus är en skalbaggsart som beskrevs av Thomas Casey. Stenus vinnulus ingår i släktet Stenus och familjen kortvingar. Arten är reproducerande i Sverige. Inga underarter finns listade i Catalogue of Life.